# ひょうきんスター誕生
ひょうきんスター誕生（ひょうきんスターたんじょう）は、かつてフジテレビで放送されていたバラエティ番組オレたちひょうきん族のコーナーのひとつ。お笑いスター誕生!!のパロディで、神谷明と園まりという司会も、本家の声優＋三人娘という組み合わせを踏襲している。
1985年12月7日からスタートし、実際のお笑い芸人のパロディ（というかコピー）やオリジナル、更に他のコーナーのキャラが次々と登場する。本家同様何週ごとでの勝ち抜けシステム。ここで勝ち抜けば歌番組、ドラマ（と言っても「ひょうきんベストテン」や「タケちゃんマン7」の中のエキストラ程度というオチ）に出演できると言う触れ込みもあった（つまりお笑い以外のことをさせられる）。パロディよりオリジナルの方が合格の可能性が高い傾向が見られたが、無駄にエキストラを増やしても意味が無いからか、うなずきコンビ以降オリジナルはでてこなくなった。
パロディ・モノマネ企画ではあるが、演者たちは真剣に取り組んでおり、出番前はかなり緊張感があったと「ひょうきん族」の回想で語っている。

## 各回詳細

### 第1回（1985/12/07 O.A.）
※（）内は扮している出演者
- 審査員
  - 近江俊郎（明石家さんま）、横山やすし（太平サブロー）、ガッツ石松（片岡鶴太郎）、京唄子（山田邦子）、鳳啓助（太平シロー）

※右記はオリジナル元の芸人
- 出場芸人
  - コント竹口くんと山田くん（石井章雄、ラッシャー板前）　-　コント山口君と竹田君
  - 何人トリオ（Mr.オクレ、村上ショージ、前田政二）
  - でんぶくトリオ（渡辺正行、ウガンダ、川上泰生）　-　てんぷくトリオ

何人トリオが1週勝ち抜けとなった

### 第2回（1985/12/14 O.A.）
- 審査員
  - 近江俊郎（明石家さんま）、横山やすし（太平サブロー）、いかりや長介（島崎俊郎）、京唄子（山田邦子）、鳳啓助（太平シロー）

- 出場芸人
  - ピンクのスリッパ（久本雅美、柴田理恵）
  - ノンセンストリオ（片岡鶴太郎、小林進、松尾伴内） -　ナンセンストリオ
  - 何人トリオ

ピンクのスリッパが1週勝ち抜け、何人トリオが2週勝ち抜けとなった

### 第3回（1985/12/21 O.A.）
- 審査員
  - 近江俊郎（明石家さんま）、横山やすし（太平サブロー）、橘家円蔵（片岡鶴太郎）、京唄子（山田邦子）、鳳啓助（太平シロー）

- 出場芸人
  - コント竹山くんと田口くん ※コント竹口くんと山田くんの改名版で出演者は同じ
  - ピンクのスリッパ
  - 何人トリオ

何人トリオが3週連続勝ち抜きグランプリを獲得

### 第4回（1986/1/4 O.A.）
- 審査員
  - 近江俊郎（明石家さんま）、横山やすし（太平サブロー）、大橋巨泉（渡辺正行）、京唄子（山田邦子）、鳳啓助（太平シロー）

- 出場芸人
  - クィーン･エリザベスIII世（迫文代）
  - ラッキー8（ビートたけし、片岡鶴太郎）　-　ラッキー7（関武志・ポール牧）

クィーン･エリザベスIII世が1週勝ち抜け、ラッキー8は観客からの嘆きがありながらも落選　グランプリを獲得した何人トリオの「タケちゃんマン7」への出演決定(ただし冒頭の「あ! タケちゃんマン7だ!」の所だけ)
※ちなみに後にビートたけしは他局のドラマで本物の関武志を演じた（ポール牧役は陣内孝則）

### 第5回（1986/1/11 O.A.）
- 審査員
  - 近江俊郎（明石家さんま）、大島渚（ビートたけし）、横山やすし（大平サブロー）、京唄子（山田邦子）、鳳啓助（太平シロー）

- 出場芸人
  - コント山口山くんと竹田林くん　※コント竹口くんと山田くんの再々度の改名版で出演者は同じ
  - クィーン･エリザベスIII世

クィーン･エリザベスIII世が2週連続勝ち抜き

### 第6回（1986/1/18 O.A.）
- 審査員
  - 横山やすし（大平サブロー）、大橋巨泉（渡辺正行）、大島渚（ビートたけし）、京唄子（山田邦子）、鳳啓助（太平シロー）

- 出場芸人
  - コント66号（明石家さんま、片岡鶴太郎）　-　コント55号　
  - クィーン･エリザベスIII世

クィーン･エリザベスIII世が3週連続勝ち抜きグランプリを獲得

### 第7回（1986/1/25 O.A.）
- 審査員
  - 利根川裕（渡辺正行）、いかりや長介（島崎俊郎）、板東英二（太平シロー）、浅丘ルリ子（山田邦子）、幸田シャーミン（明石家さんま）

- 出場芸人
  - コント・レオナード（石井章雄、太平サブロー）　-　コント・レオナルド　
  - うなずきコンビ（ビートきよし、松本竜助）※島田洋八を抜いたうなずきトリオの再結成版

うなずきコンビが1週連続勝ち抜き、園まりが「自分と境遇が同じ」と本音をポロリ
クィーン･エリザベスIII世が特典として次回の「タケちゃんマン7」に出演することを発表

### 第8回（1986/2/1 O.A.）
- 審査員
  - 利根川裕（渡辺正行）、横山やすし（太平サブロー）、板東英二（太平シロー）、浅丘ルリ子（山田邦子）、幸田シャーミン（明石家さんま）

- 出場芸人
  - てん丼わん丼（ビートたけし、片岡鶴太郎）　-　獅子てんや・瀬戸わんや　
  - うなずきコンビ

うなずきコンビが2週連続勝ち抜き

### 第9回（1986/2/8 O.A.）
- 審査員
  - 岡本太郎（ビートたけし）、横山やすし（太平サブロー）、利根川裕（渡辺正行）、浅丘ルリ子（山田邦子）、板東英二（太平シロー）

- 出場芸人
  - マギー次郎（明石家さんま）-　マギー司郎　
  - うなずきコンビ

うなずきコンビが3週勝ち抜き、3組目のグランプリ獲得

### 第10回（1986/2/15 O.A.）
- 審査員
  - タモリ（渡辺正行）、横山やすし（太平サブロー）、小森和子（片岡鶴太郎）、青木日出雄（太平シロー）、松村花子（本人）

- 出場芸人
  - コント山田君と竹口君（石井章雄、ラッシャー板前）　※コント竹口くんと山田くんの再三度の改名版
  - トンキーカルテット（明石家さんま、小林進、川上泰生、Mr.オクレ）-　ドンキーカルテット

コント山田君と竹口君が3度目の改名、4度目の挑戦にして初の勝ち抜き

### 第11回（1986/2/22 O.A.）
- 審査員
  - 横山やすし（太平サブロー）、林真理子（野沢直子）、青木日出雄（太平シロー）、松村花子（本人）、上田正樹（明石家さんま）

- 出場芸人
  - 青空球太・好太（片岡鶴太郎、渡辺正行）　-　青空球児・好児　
  - コント山田君と竹口君

2組とも落選の回となった

### 第12回（1986/3/1 O.A.）
- 審査員
  - フランソワーズ・モレシャン（片岡鶴太郎）、林真理子（野沢直子）、青木日出雄（太平シロー）、アダモステ（島崎俊郎）、上田正樹（明石家さんま）、松村花子（本人）

- 出場芸人
  - だんだん（渡辺正行）　-　でんでん　
  - ゴーゴー三匹（石井章雄、太平サブロー・シロー）　-　レツゴー三匹

ゴーゴー三匹が1週勝ち抜き、審査員から大絶賛を受けた。
（大平シロー演ずるゴーゴーじゅんが、鶴太郎が笑い転げてキャラクター設定を忘れる（一人称を「俺」や「おばちゃま」と言い間違える）ほどレツゴーじゅん本人にソックリだったため）

### 第13回（1986/3/8 O.A.）
- 審査員
  - 藤本義一（キッチュ）、立川談志（渡辺正行）、寺内貫太郎（ウガンダ）、谷村新司（島崎俊郎）、松田優作（島田紳助）

- 出場芸人
  - Wけんいち（ビートたけし、片岡鶴太郎）　-　Wけんじ　
  - ゴーゴー三匹

2組とも落選の回となった

### 第14回（1986/3/15 O.A.）
- 審査員
  - 藤本義一（松尾貴史）、高倉健（ビートたけし）、板東英二（太平シロー）、桂三枝（太平サブロー）、谷村新司（島崎俊郎）

- 出場芸人
  - ロスアンゼルス（渡辺正行、松尾伴内）　-　星セント・ルイス　
  - コント66号（明石家さんま、片岡鶴太郎）　-　コント55号

2週連続両組とも落選の回となった

### 第15回（1986/3/22 O.A.）
- 審査員
  - 小林克也（松尾貴史）、中森明菜（松本明子）、近藤正臣（片岡鶴太郎）、谷村新司（島崎俊郎）、中田カウス（島田紳助）

- 出場芸人
  - 正司敏江・健児（太平サブロー、岡野ゆかり）　-　正司敏江・玲児　
  - 染之介・染次郎（小宮孝泰、太平シロー）　-　海老一染之助・染太郎

2週連続両組とも落選の回となった

### 第1回サバイバルシリーズ（1986/3/29・4/5 O.A.）
- 審査員
  - 横山ノック（太平シロー）

- 出場芸人
  - 青空球太・好太
  - 中田カウス・チャック（太平サブロー、島田紳助）　-　中田カウス・ボタン
  - 何人トリオ
  - D&D（太平サブロー、石井章雄）　-　B&B　
  - コント66号
  - 春日三球・春代　-　春日三球・照代

何人トリオがチャンピオンとなった

## 関連企画
- お笑い君こそスターだ!

『お笑いスター誕生』の対抗企画かつ『スター誕生!』の対抗番組『君こそスターだ!』のお笑いコンテスト版。同局のお笑い番組『笑ってる場合ですよ!』にて実施されていた。
- エンタの貧乏神様

お笑い番組『はねるのトびら』の1コーナーで、『エンタの神様』のパロディ。番組のレギュラー陣が実在のお笑い芸人のパロディやオリジナルに扮してネタを披露する。